# Люсьєн Себаґ
Люсьєн Себа́ґ (Lucien Sebag; 1933, Туніс — 1965, Париж) — французький антрополог-марксист, учень Клода Леві-Строса.
Дослідник у Національному центрі наукових досліджень, він став відомим завдяки спробі узгодити структуралізм з марксизмом у книзі під назвою «Марксизм і структуралізм» (1964). Проходив аналіз у психоаналітика Жак Лакан. Мав схиьність до суїциду. У 1965 році він покінчив життя самогубством після того, як закохався в Жудіт, дочку Лакана.

## Публікації
- 1964: Marxisme et structuralisme, Paris, Payot
- 1971: L'Invention du monde chez les Indiens Pueblos, introduction by Jacqueline Bolens, Paris, Éditions Maspero[fr], (посмертно)
- 1977: Les Ayoré du Chaco septentrional. Étude critique à partir des notes de Lucien Sebag, by Carmen Bernand-Munoz